# 蒲草

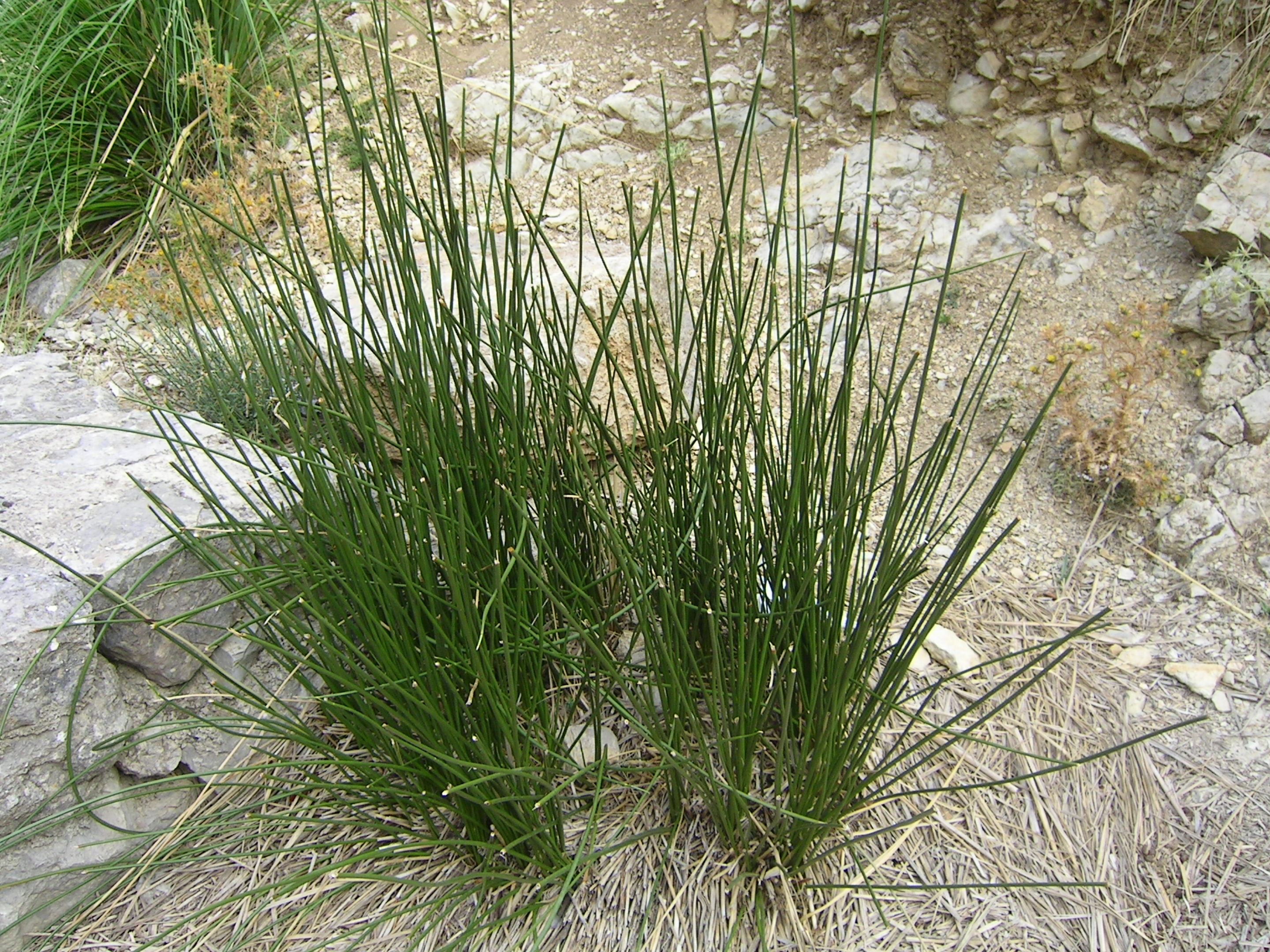

蒲草（英語：bulrush, bullrush）是許多草本植物的通用俗名。就像蘆葦一樣，許多生長在淡水河邊、沼澤濕地的草本水生植物，都被稱為蒲草，最常被用來稱呼莎草科與香蒲科的植物。蒲草通常被視為是雜草，但也被用來作為織繩、織席、製作草鞋之用，甚至可以被用來製船。

## 品種

### 莎草科(Cyperaceae)
- 扁穗莞屬 Blysmus
- 莎草屬 Cyperus
- Bolboschoenus
- Isolepis
- 擬莞屬 Schoenoplectus
- 藨草屬 Scirpus
- Trichophorum

### 香蒲科(Typhaceae)
- 香蒲属 Typha

## 記載
在《出埃及記》中，摩西出生時，有個蒲草箱的故事。因為故事發生在尼羅河邊，在此處所說的蒲草，可能是指紙莎草。